# Fernando Francischini
Fernando Destito Francischini (Londrina, 26 de março de 1970), conhecido como Delegado Francischini, é um delegado de polícia e político brasileiro, filiado ao Solidariedade. Foi secretário de Segurança Pública do Paraná, deputado estadual e deputado federal pelo mesmo estado.
Em outubro de 2021, foi condenado pelo Tribunal Superior Eleitoral à perda do cargo de deputado estadual por abuso de poder político, em razão de haver disseminado informações falsas sobre o pleito eleitoral durante as eleições de 2018, decisão que foi confirmada pela Segunda Turma do Supremo Tribunal Federal no ano seguinte.

## Biografia
É formado em Direito pela Associação de Ensino Unificado do Distrito Federal. É evangélico, membro da Igreja Evangélica Assembleia de Deus. É pai do advogado e político Felipe Francischini.
Tornou-se delegado da Polícia Federal (PF) depois de ter sido oficial do Exército Brasileiro, no 5º Esquadrão de Cavalaria Mecanizada, em Curitiba; e oficial da Polícia Militar do Paraná, quando comandou a RONE e o COE – Batalhão de Operações Especiais (PMPR) (BOPE). É um dos parlamentares a apoiar publicamente a Operação Lava Jato. É a favor da PEC 412/2009, que segundo os defensores, dá autonomia à PF.

## Carreira política
Em 2010, foi eleito deputado federal pelo Paraná, pelo Partido da Social Democracia Brasileira (PSDB). Em 2012, trocou o PSDB pelo Partido Ecológico Nacional (PEN) e, depois, pelo recém-criado Solidariedade (SD), do qual foi líder na Câmara dos Deputados. Ingressou no Partido Social Liberal (PSL) em 2018, para liderar a campanha de Jair Bolsonaro à presidência da República.
Foi eleito deputado federal em 2014, para a 55.ª legislatura (2015-2019). Em dezembro de 2014, foi nomeado Secretário de Segurança Pública e Administração Penitenciária do Paraná pelo governador Beto Richa.
No dia 29 abril de 2015 coordenou a operação que ficou conhecida como Batalha do Centro Cívico, onde professores protestavam em frente a Assembleia Legislativa do Paraná. Essa operação resultou em mais 200 pessoas feridas por balas de borracha e bombas de efeito moral. Em 08 de maio de 2015, foi destituído do cargo de Secretário da Segurança Pública e Administração Penitenciária do Paraná.
Em 17 de abril de 2016, Francischini votou pela abertura do processo de impeachment de Dilma Rousseff.. Votou a favor do Processo de impeachment de Dilma Rousseff. Já durante o Governo Michel Temer, votou a favor da PEC do Teto dos Gastos Públicos. Em abril de 2017 foi contrário à Reforma Trabalhista.
Em novembro de 2016, se posicionou contrário a anistia ao caixa 2, juntamente com o deputado Onyx Lorenzoni, o deputado Alessandro Molon, o deputado Vanderlei Macris, o deputado Carlos Sampaio, o deputado Jair Bolsonaro, o deputado Joaquim Passarinho, o Senador Álvaro Dias, e a Senadora Ana Amélia Lemos, atendendo as reivindicações da sociedade civil que assinaram pela aprovação das 10 Medidas contra a corrupção, e do Ministério Público Federal, autor do projeto de lei. Em agosto de 2017 votou a favor do processo em que se pedia abertura de investigação do então presidente Michel Temer.

## Condenação, perda de mandato e inelegibilidade
Em 28 de outubro de 2021, Francischini teve o mandato de deputado estadual cassado pelo Tribunal Superior Eleitoral (TSE) por ter propagado informações falsas sobre a urna eletrônica e o sistema de votação durante as eleições de 2018, configurando uso indevido dos meios de comunicação e abuso de poder político. Foi a primeira cassação envolvendo compartilhamento e propagação de fake news e ataques ao sistema eleitoral brasileiro. A decisão o deixou inelegível por oito anos. Os votos obtidos em 2018 foram anulados, assim, uma nova totalização foi realizada pelo TRE-PR. Francischini foi cassado por um vídeo que divulgou no seu perfil no Facebook no dia das eleições em 2018. Na época, o deputado denunciou uma suposta fraude nas urnas eletrônicas que estaria prejudicando a eleição de Jair Bolsonaro para presidente.
No dia 2 de junho de 2022, o ministro Nunes Marques, do Supremo Tribunal Federal (STF), concedeu liminar para suspender os efeitos da condenação. No dia 6 de junho, a Assembleia Legislativa reconduziu Francischini ao cargo de deputado estadual, em cumprimento à medida liminar.
No dia 3 de junho de 2022, a Segunda Turma do STF, por maioria, revogou a decisão monocrática de Nunes Marques, afastando Francischini definitivamente do cargo e mantendo sua ineligibilidade, consolidando o precedente que se tornou conhecido no campo jurídico especializado como Caso Francischini.

## Controvérsias
Em março de 2016, foi acusado pelo ex-senador do PT preso por obstrução da justiça Delcídio do Amaral, em uma delação premiada realizada no âmbito da Operação Lava Jato, de cobrar propina de empresários em troca de proteção legal "informal", barrando requerimentos de convocação para depor na CPI da Petrobras. Segundo Francischini, a denúncia do ex-senador seria uma vingança das inúmeras convocações e denúncias apresentadas contra ele. Ainda em 2016, Francischini seria acusado de tráfico de influência junto ao governador do Paraná, Beto Richa, por supostamente ter indicado nomes para ocupar cargos de confiança na Receita Estadual, posteriormente envolvidos em um escândalo de corrupção. O advogado de Francischini, Gustavo Kfouri, negou as acusações e declarou a intenção de processar o delator. Em maio de 2016, após ser constatada a ausência de indícios do envolvimento de Francischini na cobrança de dinheiro de empresários, o procurador-geral da República Rodrigo Janot arquivou a investigação da acusação de Delcidio.
Em maio de 2018, o UOL afirmou que Francischini teria destinado recursos públicos de sua quota parlamentar, num total de 24 mil reais, a uma empresa denominada Novo Brasil Empreendimentos Digitais, que era responsável por administrar uma rede de sites destinados a difundir notícias falsas. Entre os sites, consta a Folha Política. A assessoria do deputado afirmou não ter nenhuma relação com os sites da rede, quando questionada sobre o caso.

## Desempenho eleitoral
| Ano  | Eleição               | Partido | Cargo             | Votos   | %     | Resultado  | Ref    |
| ---- | --------------------- | ------- | ----------------- | ------- | ----- | ---------- | ------ |
| 2010 | Estaduais no Paraná   | PSDB    | Deputado federal  | 130.522 | 2,49% | Eleito     | [ 33 ] |
| 2014 | Estaduais no Paraná   | SDD     | Deputado federal  | 159.569 | 2,82% | Eleito     | [ 34 ] |
| 2018 | Estaduais no Paraná   | PSL     | Deputado estadual | 427.749 | 7,51% | Eleito     | [ 35 ] |
| 2020 | Municipal de Curitiba | PSL     | Prefeito          | 52.340  | 6,26% | Não eleito | [ 36 ] |